# Friedrich Rassow
Christian Friedrich Rassow (* 21. Februar 1826 in Wolgast; † 16. Dezember 1904 in Leipzig) war ein deutscher Richter und Abgeordneter in Preußen.

## Leben
Rassows Vater war Hermann Rassow (1788–1861), Zigarrenfabrikant und Altermann der Kaufleute in Wolgast. Der Altphilologe Hermann Rassow war ein sieben Jahre älterer Bruder.
Friedrich Rassow besuchte das Sundische Gymnasium in Stralsund und studierte an der Eberhard Karls Universität Tübingen Rechtswissenschaft. 1844 wurde er Mitglied der Burschenschaft Germania Tübingen. Er wechselte an die Friedrich-Wilhelms-Universität zu Berlin und trat 1847 in Berlin als Auskultator in die Rechtspflege Preußens. Er wurde 1852 Gerichtsassessor und war zunächst in Altlandsberg, später in Stralsund beschäftigt. Ab November 1854 war er Kreisrichter in Bergen auf Rügen. Er vertrat von 1862 bis 1866 den Wahlbezirk Franzburg-Rügen im Preußischen Abgeordnetenhaus, wo er dem Linken Zentrum in der Fraktion um Florens von Bockum-Dolffs angehörte. 1867 erfolgte seine Versetzung an das Kreisgericht Greifswald, wo er im folgenden Jahr Appellationsgerichtsrat am Appellationsgericht Greifswald wurde. 1875 wurde er an das Preußische Obertribunal berufen. Von 1879 bis 1898 war er Reichsgerichtsrat.

## Ehrungen
- Roter Adlerorden 2. Klasse (1895)
- Ehrendoktor der Universität Leipzig (1895)[3]
- Königlicher Kronen-Orden (Preußen) 2. Klasse mit Stern (1897)